# Nederlands Studenten Orkest

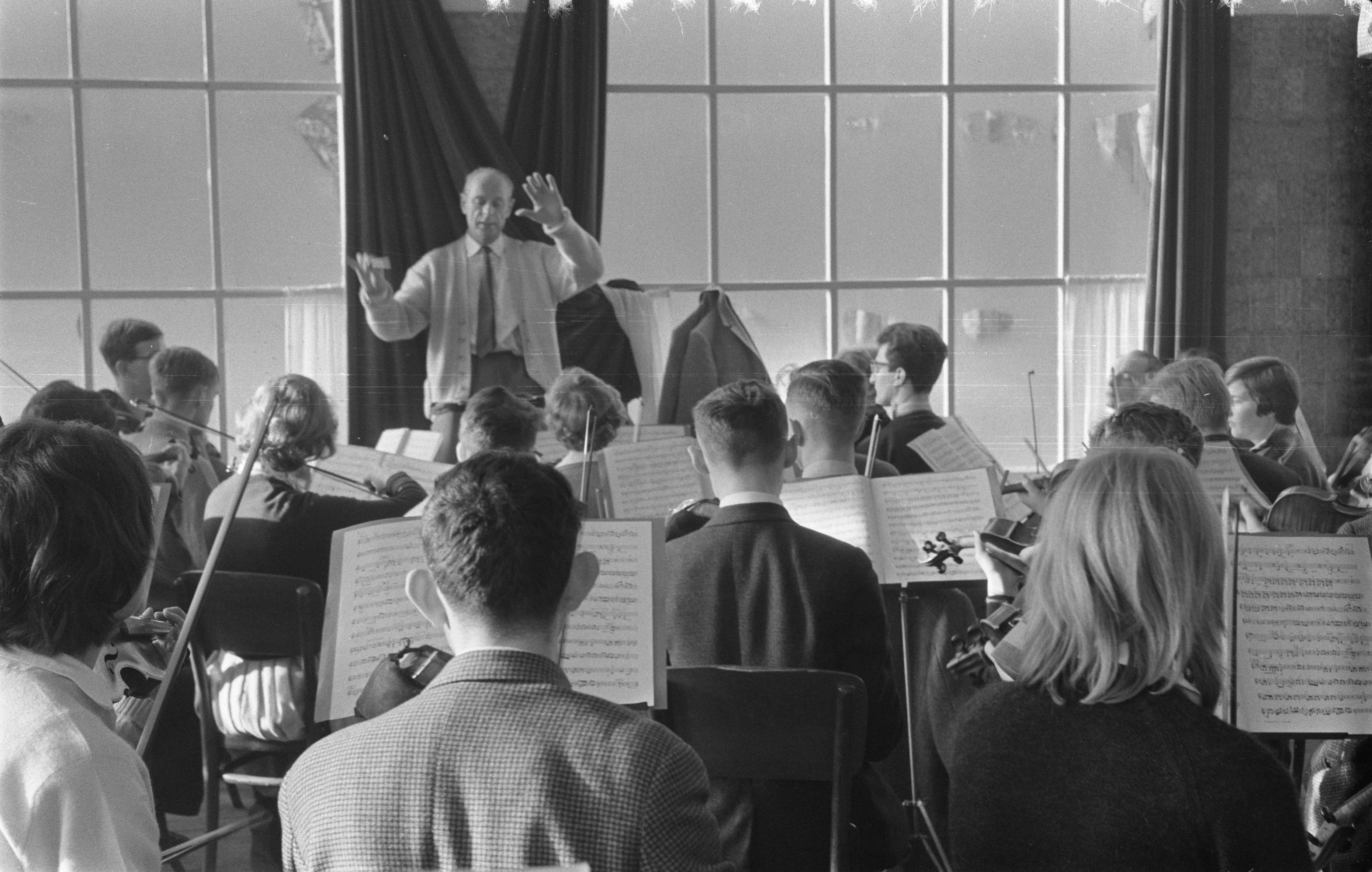
Repetitie van het Nederlands Studenten Orkest, 1960

Het Nederlands Studenten Orkest is een amateur-symfonieorkest van zo'n 60 tot 100 leden dat hoofdzakelijk bestaat uit studenten aan Nederlandse universiteiten en HBO-instellingen. 

## Karakteristieken
Het NSO is een amateurorkest. Een klein deel van de leden studeert aan conservatoria, en de dirigent, de componist en de solisten zijn professionals. De meerderheid van de leden bestaat uit amateurmusici, afkomstig van lokale studentenmuziekgezelschappen, die hun studie aan een Nederlandse universiteit of HBO-instelling een maand lang stopzetten om tien dagen intensief te repeteren, en daarna twee weken lang met een concertreeks langs verschillende Nederlandse steden trekken. Ook geeft het orkest jaarlijks twee concerten in het buitenland. De tournee wordt steevast afgesloten met een concert in het Concertgebouw in Amsterdam. Het orkest speelt werken uit het klassieke repertoire, maar geeft ook vrijwel elk jaar een opdracht aan een Nederlandse jonge componist om een nieuw stuk voor orkest te componeren.
De doelstelling van het orkest is om door middel van musiceren geld bijeen te brengen voor medische en sociale aan studenten gerelateerde goede doelen. In de loop der jaren steunde het orkest onder meer het Nederlands Studenten Sanatorium in Laren, het Universitair Asielfonds, en de Stichting voor Vluchteling Studenten UAF. 

## Geschiedenis
Het Nederlands Studenten Orkest werd opgericht in de zomer van 1952. De doelstelling van het orkest was om door het geven van concerten geld bijeen te brengen voor het Nederlands Studenten Sanatorium in Laren (een instelling voor studerende tbc-patiënten), en andere medische en sociale instellingen voor studenten die het geld goed konden gebruiken. De eerste concertreeks vond plaats in januari 1953, onder leiding van dirigent Yvon Baarspul. Door zijn verwondingen na een auto-ongeluk eind dat jaar moest Baarspul zijn rol als dirigent van het orkest afstaan aan Jan Brussen. Brussen wist met het orkest in tien jaar tijd zo'n 150.000 gulden voor de goede doelen te vergaren, en zou het orkest een zekere naamsbekendheid bezorgen. Na de concertreeks van 1973 droeg Brussen het stokje over aan dirigent Maarten Smit. Dirigent Louis Stotijn zou het orkest vervolgens leiden van 1977 tot 1985. Daarna koos het NSO voor steeds wisselende dirigenten. 
In 1985 werd het NSO onderscheiden met de Hélène de Montignyprijs, en twee jaar later won het orkest samen met theatermakers Mini & Maxi de Zilveren Roos tijdens het festival in Montreux.
In 2011 maakte het orkest een internetserie, getiteld "Oh Oh NSO" (een knipoog naar Oh Oh Cherso), waarin vier leden van het orkest werden gevolgd tijdens de repetities tot aan de afsluitende tournee in Polen. Tijdens het lustrumjaar in 2012 bestond het publiek uit dove en slechthorende kinderen. De kinderen konden de muziek ervaren door middel van ballonnen en geuren die door de orkestzaal werden verspreid.

## Overzicht alle edities van het NSO

### 1953-1959
| Jaargang | Dirigent      | Solist                                                                        | Programma |
| -------- | ------------- | ----------------------------------------------------------------------------- | --- |
| 1953     | Yvon Baarspul | (afwisselend) Willem Andriessen, Abbey Simon, Janine Adriaanse-Dacosta, piano | Johann Sebastian Bach - orkestsuite nr. 2, Ludwig van Beethoven - pianoconcert nr. 3, Wolfgang Amadeus Mozart - pianoconcert in d, KV 466, Albert Roussel - Petite suite, Guillaume Landré - Suite voor strijkorkest en piano, Johannes Brahms - Akademische Festouverture |
| 1954     | Jan Brussen   | Willem Noske, viool                                                           | Johann Sebastian Bach - orkestsuite nr. 1, Carl Stamitz - vioolconcert, Arthur Honegger - Pastorale d'été, Joseph Haydn - symfonie nr. 99 |
| 1955     | Jan Brussen   | Jaap Stotijn, hobo                                                            | Leoš Janáček - suite voor strijkers, Joseph Haydn - hoboconcert in C, Hugo Godron - Variations traditionelles voor orkest, Felix Mendelssohn - symfonie nr. 1 in C |
| 1956     | Jan Brussen   | Herman Krebbers, viool                                                        | Georg Friedrich Händel - concerto grosso nr. 6 op. 6, Wolfgang Amadeus Mozart - vioolconcert in D KV218, Karel Mengelberg - suite voor orkest, Ludwig van Beethoven- Jenaer symfonie                                                                                       |
| 1957     | Jan Brussen   | George van Renesse, piano                                                     | Georg Philipp Telemann - Tafelmusik, Ludwig van Beethoven - pianoconcert nr. 2, Hans Kox - Little lethe symphony, Franz Schubert - symfonie nr. 3 |
| 1958     | Jan Brussen   | Jean Louis Stuurop, viool                                                     | Arcangelo Corelli - concerto grosso, Wolfgang Amadeus Mozart - vioolconcert in es, KV 268, Adriaan Bonsel - symfonie nr. 2, Camille Saint-Saëns - symfonie nr. 2 |
| 1959     | Jan Brussen   | Henk van Oordt, fluit                                                         | Benjamin Britten - 'Simple Symphony', Wolfgang Amadeus Mozart - fluitconcert nr. 2 in D KV 314, Rudolf Escher - symphonie nr. 2 |

### 1960-1969
| Jaargang | Dirigent    | Solist                                  | Programma |
| -------- | ----------- | --------------------------------------- | --- |
| 1960     | Jan Brussen | Anner Bijlsma, cello                    | Georg Friedrich Händel - concerto grosso nr. 6 op. 10, Camille Saint-Saëns - celloconcert nr. 2, Lex van Delden - symfonie nr. 5, Joseph Haydn - symfonie nr. 3 'Paukenslag'                            |
| 1961     | Jan Brussen | Hans Dercksen, piano                    | Joseph Martin Kraus - symfonie in C, Ludwig van Beethoven - pianoconcert nr. 1, Otto Ketting - concert voor orkest, Joseph Haydn - symfonie nr. 102                                                     |
| 1962     | Jan Brussen | Theo Olof, viool                        | Johann Sebastian Bach - orkestsuite nr. 1, Ton de Leeuw - vioolconcert, Franz Schubert - symfonie nr. 1 in D, D82                                                                                       |
| 1963     | Jan Brussen | Jan Wijn, piano                         | Henry Purcell - suite 'The Gordion knot untied', Camille Saint-Saëns - pianoconcert nr. 2, Marius Flothuis - 'Spes patriae', suite voor klein symfonieorkest, Wolfgang Amadeus Mozart - symfonie nr. 31 |
| 1964     | Jan Brussen | René van Ast, cello                     | Samuel Barber - 'adagio for strings' op. 12, Robert Schumann - celloconcert in A, Robert Heppener - 'Eglogues', Joseph Haydn - symfonie nr. 100                                                         |
| 1965     | Jan Brussen | Klaas Boon, altviool                    | Johann Sebastian Bach - orkestsuite nr. 2, Carl Stamitz - concert voor altviool en orkest, Hans Henkemans - Dona Montana, Joseph Haydn - symfonie nr. 99                                                |
| 1966     | Jan Brussen | Piet Honingh, klarinet                  | Wolfgang Amadeus Mozart - adagio en fuga in C KV546, František Vincenc Kramář - klarinetconcert in Es op. 36, Rudolf Koumans - symfonie nr. 1, Franz Schubert - symfonie nr. 6                          |
| 1967     | Jan Brussen | Emmy Verhey, viool                      | Nico Schuyt - Hymnus, Wolfgang Amadeus Mozart - vioolconcert nr. 5 in A KV219, Ralph Vaughan Williams - Fantasy on a theme by Thallis, Joseph Haydn - symfonie nr. 104                                  |
| 1968     | Jan Brussen | Paul Verhey, fluit en Ada Brussen, harp | Bertus van Lier - variaties en thema, Wolfgang Amadeus Mozart - concert voor fluit, harp en orkest KV in C KV299, Robert Schumann - symfonie nr. 1                                                      |
| 1969     | Jan Brussen | Werner Herbers, hobo                    | Alexander Voormolen - Sinfonia 1939, Joseph Haydn - hoboconcert in C, Felix Mendelssohn - symfonie nr. 1                                                                                                |

### 1970-1979
| Jaargang | Dirigent      | Solist                                                                        | Programma |
| -------- | ------------- | ----------------------------------------------------------------------------- | --- |
| 1970     | Jan Brussen   | Jet Röling, piano                                                             | Jan van Dijk - suite da sonar nr. 3, Wolfgang Amadeus Mozart - pianoconcert nr. 14, KV449, Ludwig van Beethoven - symfonie nr. 1 |
| 1971     | Jan Brussen   | Jaring Walta, viool                                                           | Herman Strategier - Concertante speelmuziek, Wolfgang Amadeus Mozart - vioolconcert nr. 3 in G KV 216, Camille Saint-Saëns - symfonie nr. 2 in A |
| 1972     | Jan Brussen   | Marien van Staalen, cello                                                     | Willem Frederik Bon - To catch a haffalump, Joseph Haydn - celloconcert in C, Franz Schubert - symfonie nr. 1 in D |
| 1973     | Jan Brussen   | Marianne Blok, coloratuursopraan                                              | Daan Manneke - Sine nomine, Léo Delibes - aria "Sous le ciel tot étoilé" uit Lakmé, Wolfgang Amadeus Mozart - concertaria "Populi di tessaglia" KV 316, Wolfgang Amadeus Mozart - aria "Der Hölle Rache" uit Die Zauberflöte, Antonín Dvořák - Tsjechische suite op. 39, Joseph Haydn - symfonie nr. 45 in Fis deel 4 |
| 1974     | Maarten Smit  | Daniël Otten, viool                                                           | Joseph Haydn - ouverture "L'isola disabitata", Giuseppe Tartini - vioolconcert in D, Misha Mengelberg - Onderweg, Igor Stravinsky - Orpheus |
| 1975     | Maarten Smit  | Jean-Paul Franssens, libretto Willem Laakman, bariton Herman Jeurissen, hoorn | Ludwig van Beethoven - Zaphenstreich nr. 1, Wolfgang Amadeus Mozart - hoornconcert nr. 4 in Es KV 495, Wolfgang Amadeus Mozart - aria "Der Vogelfänger", Marsch der Priester, aria "Ein Mädchen oder Weibchen" uit Die Zauberflöte, Pjotr Iljitsj Tsjaikovski - symfonie nr. 1 "Winterdromen"                         |
| 1976     | Maarten Smit  | Dieuwke Schreuder, cello                                                      | Ludwig van Beethoven - Triumphmarsch zu dem Traurspiel "Tarpeja" van Kuffner, Joseph Haydn - celloconcert in D, Misha Mengelberg - Anatoloose, Johannes Brahms- serenade nr. 1 in D op. 11 |
| 1977     | Maarten Smit  | Corrie Ambachtsheer, piano                                                    | Wolfgang Amadeus Mozart - serenata notturna in D KV 239, Jacques Bank - Pathétique, Sergej Prokofjev - pianoconcert nr. 1 in Des, Antonín Dvořák - symfonie nr. 7 op. 70 |
| 1978     | Louis Stotijn | Daan Admiraal, hobo                                                           | Ludwig van Beethoven - delen uit balletsuite "Die Geschöpfte des Prometeus", Wolfgang Amadeus Mozart - hoboconcert in C KV 314, Jurriaan Andriessen - Il divorzio di Figaro, variazione per orchestra, Antonín Dvořák - Slavische rapsodie, Jan Václav Hugo Voříšek - symfonie in D                                   |
| 1979     | Louis Stotijn | Charlotte Bon, viool                                                          | Gioachino Rossini - ouverture "Wilhelm Tell", Max Bruch - vioolconcert nr. 1 in G, Benjamin Ashkenazy - Caprice 1-4, Nikolaj Rimski-Korsakov - Sjeherazade |

### 1980-1989
| Jaargang | Dirigent                                                           | Solist                                                | Programma |
| -------- | ------------------------------------------------------------------ | ----------------------------------------------------- | --- |
| 1980     | Louis Stotijn                                                      | Ronald Karten, fagot                                  | Johannes Brahms - Akademische Festouvertüre, Edvard Grieg - Holbergsuite in G op. 40, Carl Maria von Weber - fagotconcert in F op. 75, Tristan Keuris - koraalmuziek I, Dmitri Sjostakovitsj - symfonie nr. 9 |
| 1981     | Louis Stotijn                                                      | Charlotte Sprenkels, harp Wendela Bronsgeest, sopraan | Antonín Dvořák - Tsjechische suite op. 39, Claude Debussy - Danses pour harpe, Wim de Ruiter - menuet met variaties, Gustav Mahler - symfonie nr. 4                                                           |
| 1982     | Louis Stotijn                                                      | Marius van Paassen, piano                             | Wolfgang Wijdeveld - Intro in Hollandse trant op. 82, Pjotr Iljitsj Tsjaikovski - pianoconcert nr. 1 in Bes op. 23, Béla Bartók - Concert voor orkest                                                         |
| 1983     | Louis Stotijn                                                      | Maaike Gerlsma, saxofoon                              | Gabriel Fauré - Pelléas et Mélisande op. 80, Claude Debussy - Rhapsodie pour saxophone et orchestre, Klaas de Vries - Discantus voor orkest, Hector Berlioz - Symphonie fantastique op. 14                    |
| 1984     | Louis Stotijn; Jules van Hessen, assistent; Eric Megens, assistent | Roeland Duijne, cello                                 | Bedřich Smetana - de Moldau, Edward Elgar - celloconcert in E op. 85, Willem van Manen - Sheltering sky, Igor Stravinsky - suite uit De vuurvogel                                                             |
| 1985     | Louis Stotijn; Jules van Hessen, assistent                         | Theodora Geraets, viool                               | Geert van Keulen - sinfonia, Johannes Brahms - vioolconcert in D op. 77, Gustav Mahler - symfonie nr. 1 |
| 1986     | Anton Kersjes; Jean-Philippe Rieu, assistent                       | Yvonne Schiffelers, sopraan                           | Chiel Meijering - Mogadon, Ernest Chausson - Poème de l'amour et de la mer, Modest Moessorgski - Schilderijen van een tentoonstelling                                                                         |
| 1987     | Roland Kieft                                                       | Marin Mars, viool                                     | Sergej Prokofjev - vioolconcert nr. 1, Willem Breuker - Aanpakken en wegwezen, Pjotr Iljitsj Tsjaikovski - symfonie nr. 5                                                                                     |
| 1988     | Lucas Vis                                                          | Fred Oldenburg, piano                                 | Jan Rokus van Roosendael - Tala, Maurice Ravel - pianoconcert in G, Sergej Rachmaninov - symfonie nr. 2 |
| 1989     | Kasper de Roo                                                      | Larissa Groeneveld, cello                             | Paul Termos - Nagras, Camille Saint-Saëns - celloconcert nr. 1, Anton Bruckner - symfonie nr. 7 |

### 1990-1999
| Jaargang | Dirigent            | Solist                                               | Programma |
| -------- | ------------------- | ---------------------------------------------------- | --- |
| 1990     | Roelof van Driesten | Frank van de Laar, piano                             | Barbara Woof - Canzone, Robert Schumann, pianoconcert in A, Dmitri Sjostakovitsj - symfonie nr. 5 |
| 1991     | Lucas Vis           | Floris Mijnders, cello John Bessems, trompet         | Joep Franssens - Taking the waters (opdrachtcompositie), Pjotr Iljitsj Tsjaikovski - Rococovariaties voor cello en orkest, Gustav Mahler - symfonie nr. 5 |
| 1992     | Jules van Hessen    | Alexandra Nagelkerke, sopraan Leonie Schoon, sopraan | Sergej Prokofjev - orkestsuite Romeo en Julia, Pjotr Iljitsj Tsjaikovski - Tatjana's briefscène uit Jevgeni Onegin, Richard Wagner - Vorspiel und Liebestod uit Tristan en Isolde, Robert Zuidam - She's everywhere now that she's gone (opdrachtcompositie), Maurice Ravel - orkestsuite nr. 2 uit Daphnis et Cloé |
| 1993     | Roland Kieft        | Ivo Janssen, piano                                   | Maarten Altena - Secret instructions (opdrachtcompositie), George Gershwin - pianoconcert in F, Dmitri Sjostakovitsj - symfonie nr. 12 "Jaar 1917" |
| 1994     | Lawrence Renes      | Frank Peters, piano                                  | Roel van Oosten - Square (opdrachtcompositie), Sergej Rachmaninov - Raposodie op een thema van Paganini, Richard Strauss - Ein Heldenleben |
| 1995     | Roland Kieft        | Folke Nauta, piano                                   | Hector Berlioz - ouverture Le corsaire, Willem Jeths - pianoconcert (opdrachtcompositie), Gustav Holst - The Planets |
| 1996     | Nicolette Fraillon  | Roy Hovens, sopraansaxofoon                          | Leonard Bernstein - Symphonic dances from West Side Story, Bernard van Beurden - CRI et GLOIRE du MONDE (opdrachtcompositie), Hector Berlioz - Symphonie fantastique |
| 1997     | Lawrence Renes      | Paul van Zelm, hoorn                                 | Micha Hamel - Laatste Man/ Ware Grootte (opdrachtcompositie), Richard Strauss - Hoornconcert nr. 2, Gustav Mahler - symfonie nr. 6 |
| 1998     | Nicolette Fraillon  | Bart van de Roer, piano                              | Igor Stravinsky - Jeu de Cartes, Peter van Onna - Wheatfield with lark (opdrachtcompositie), Pjotr Iljitsj Tsjaikovski - symfonie nr. 6 "Pathétique" |
| 1999     | Jurjen Hempel       | Janine Jansen, viool                                 | Ron Ford - Deus ex machina (opdrachtcompositie), Ernest Chausson - Poème voor viool en orkest, Anton Bruckner - symfonie nr. 8 |

### 2000-2009
| Jaargang | Dirigent       | Solist                                       | Programma |
| -------- | -------------- | -------------------------------------------- | --- |
| 2000     | Roland Kieft   | Bas Verheijden, piano                        | Caroline Berkenbosch - Monument 11 (opdrachtcompositie), Sergej Rachmaninov - pianoconcert nr. 3, Igor Stravinsky - Vuurvogel                                                     |
| 2001     | Micha Hamel    | Francien Schatborn, altviool                 | Michel van der Aa - See through (opdrachtcompositie), Hector Berlioz - Harold en Italie, Jean Sibelius - Pohjola's dochter, Richard Strauss - Till Eulenspiegels lustige Streiche |
| 2002     | Lawrence Renes | Margriet van Reisen, mezzosopraan            | Jan van Vlijmen - Trois incantations (opdrachtcompositie), Gustav Mahler - Symfonie nr. 3                                                                                         |
| 2003     | Jurjen Hempel  | Johan van Iersel, cello                      | Vanessa Lann - Gardener of the stream (opdrachtcompositie), Antonín Dvořák - celloconcert, Igor Stravinsky - Le Sacre du printemps                                                |
| 2004     | Hans Leenders  | Marijje van Stralen, sopraan                 | Florian Magnus Maier - Plutonic (opdrachtcompositie), Reinhold Glière - concert voor coloratuursopraan en orkest op. 82, Dmitri Sjostakovitsj - Symfonie nr. 10                   |
| 2005     | Ernst van Tiel | Sanne Hunfeld, viool                         | Toek Numan - Écriture Automatique (opdrachtcompositie), Samuel Barber - vioolconcert op. 14, Béla Bartók - Concert voor orkest                                                    |
| 2006     | Otto Tausk     | Christiaan Kuyvenhoven, piano                | Bart Visman - Une grande valse brillante (opdrachtcompositie), Sergej Rachmaninov - pianoconcert nr. 2, Pjotr Iljitsj Tsjaikovski - symfonie nr. 5                                |
| 2007     | Jurjen Hempel  | Liza Ferschtman, viool                       | Martijn Padding - Two Scenes for Orchestra (opdrachtcompositie), Sergej Prokofjev - vioolconcert nr. 1, Gustav Mahler - Symfonie nr. 5                                            |
| 2008     | Micha Hamel    | Birthe Blom, viool Joris van den Berg, cello | Joey Roukens - From funeral to funfair (and back..) (opdrachtcompositie), Johannes Brahms - Dubbelconcert voor viool en cello op. 102, Anton Bruckner - Symfonie no. 7            |
| 2009     | Peter Biloen   | Thomas Beijer, piano                         | Leonard Bernstein - Ouverture Candide, Reza Namavar - De dauwboog (opdrachtcompositie), Maurice Ravel - pianoconcert in G, Dmitri Sjostakovitsj - symfonie nr. 5                  |

### 2010-2019
| Jaargang | Dirigent                                | Solist                       | Programma |
| -------- | --------------------------------------- | ---------------------------- | --- |
| 2010     | Arjan Tien                              | Rosanne Philippens, viool    | George Gershwin - An American in Paris, Giel Vleggaar - Fünf (opdrachtcompositie), Camille Saint-Saëns - Vioolconcert nr. 3, Sergej Prokofjev - Symfonie nr. 5                                                 |
| 2011     | Peter Biloen                            | Sietse-Jan Weijenberg, cello | Marijn Simons - Moriae Encomium (opdrachtcompositie), Edward Elgar - Celloconcert, Richard Strauss - Ein Heldenleben                                                                                           |
| 2012     | Lucas Vis                               | Emmy Storms, viool           | Johannes Brahms - Akademische Festouvertüre, Janco Verduin - The Dead Hand of Plato (opdrachtcompositie), Maurice Ravel - Tzigane, Igor Stravinsky - Le Sacre du printemps                                     |
| 2013     | Ivan Meylemans                          | Esther Yoo, viool            | Mayke Nas - Waarom Niet? (opdrachtcompositie), Aleksandr Glazoenov - Vioolconcert, Gustav Mahler - Symfonie nr. 1                                                                                              |
| 2014     | Jurjen Hempel                           | Barbara Kozelj, mezzosopraan | Matthias Kadar - Lebam (opdrachtcompositie), Edward Elgar - Sea Pictures, Dmitri Sjostakovitsj - Symfonie nr. 10                                                                                               |
| 2015     | Quentin Clare                           | Tobias Borsboom, piano       | David Dramm - /WHITE HEAT (opdrachtcompositie), George Gershwin - Pianoconcert in F, Sergej Rachmaninov - Symfonie nr. 2                                                                                       |
| 2016     | Bas Wiegers; Pim Cuijpers, assistent    | Arthur Jussen, piano         | Claude Debussy - Général Lavine (ork. Luc Brewaeys), Trevor Grahl - Screen Memories (opdrachtcompositie), Maurice Ravel - Pianoconcert voor de linkerhand, Béla Bartók - Concert voor orkest                   |
| 2017     | Jurjen Hempel                           | Mathieu van Bellen, viool    | Johann Strauss jr. - Freut euch des Levens, Toru Takemitsu - Far Calls. Coming, Far! , Gustav Mahler - Negende symfonie                                                                                        |
| 2018     | Ivan Meylemans; Pim Cuijpers, assistent | Remy van Kesteren, harp      | Bram Kortekaas - The Dreamcatcher (opdrachtcompositie), Alberto Ginastera - Concert voor harp en orkest op. 25, Claude Debussy - Prélude à l'après-midi d'un faune, Igor Stravinsky - Petroesjka (versie 1947) |
| 2019     | Arjan Tien                              | Maria Milstein, viool        | Hawar Tawfiq - Barazah (opdrachtcompositie), Sergej Prokofjev - Eerste Vioolconcert, Dmitri Sjostakovitsj - Zevende Symfonie "Leningrad"                                                                       |

### 2020-2029
| Jaargang | Dirigent              | Solist                            | Programma |
| -------- | --------------------- | --------------------------------- | --- |
| 2020     | Manoj Kamps           | Katharine Dain, sopraan           | Richard Wagner - 'Vorspiel' & 'Liebestod' uit Tristan und Isolde, Rick van Veldhuizen - unde imber et ignes (opdrachtcompositie), Igor Stravinsky - Le Sacre du Printemps       |
| 2021     | Frans-Aert Burghgraef | Dominique Vleeshouwers, percussie | Thomas van Dun - In transit (opdrachtcompositie), Richard Wagner arr. Henk de Vlieger – The Ring, an Orchestral Adventure                                                       |
| 2022     | Arjan Tien            | Rommert Groenhof, bastrombone     | Johannes Brahms - Akademische Festouvertüre, Jesse Passenier - Life Cycles; Concerto for Basstrombone and orchestra (opdrachtcompositie), Nikolaj Rimski-Korsakov - Shéhérazade |
| 2023     | Jurjen Hempel         | Ella van Poucke, cello            | Christiaan Richter - Motion blur streaks, Edward Elgar - Celloconcert in e, Anton Bruckner - Symfonie nr. 7 in E                                                                |
| 2024     | Frans-Aert Burghgraef | Lilian Farahani, sopraan          | Sílvia Lanao - Ein Glück ohne Ruh, Gustav Mahler - Symfonie nr. 5 |
| 2025     | Chloe Rooke           | Dana Zemtsov, altviool            | Karmit Fadael - Ludus, William Walton - Altviool concert, Hector Berlioz - Symphonie fantastique                                                                                |